# 河島正
河島 正（かわしま ただし、1969年4月7日 - 2010年6月15日）は、日本の漫画家・漫画原作者。男性。代表作に『アライブ-最終進化的少年-』など。愛媛県出身。本名は木下忠司（きのした ただし）。

## 来歴
『月刊少年マガジン増刊GREAT』（講談社）に『ドーターメーカー』を連載し、プロの漫画家としてデビュー。その後、原作河島正、作画あだちとかで『アライブ-最終進化的少年-』を『月刊少年マガジン』（同社刊）に連載。連載終了後、2010年（平成22年）6月15日、肝臓癌により死去。享年41。

## 作品リスト
- ドーターメーカー（2000年 - 2001年、『月刊少年マガジン増刊GREAT』、月刊マガジンKC）全3巻
- アライブ-最終進化的少年-（2003年 - 2010年、『月刊少年マガジン』、月刊マガジンKC）全21巻